# Godzinowice
Godzinowice (deutsch Giesdorf) ist ein Dorf in Niederschlesien. Der Ort liegt in der Gmina Oława im Powiat Oławski in der polnischen Woiwodschaft Niederschlesien.

## Geographie

### Geographische Lage
Das Angerdorf Godzinowice liegt fünf Kilometer südlich des Gemeindesitzes und der Kreisstadt Oława (Ohlau) und rund 33 Kilometer südöstlich der Woiwodschaftshauptstadt Breslau. Der Ort liegt in der Nizina Śląska (Schlesische Tiefebene) innerhalb der Równina Wrocławska (Breslauer Ebene). 
Godzinowice befand sich bis in die 1970er Jahre an der Bahnstrecke der Ohlauer Kleinbahn.

### Nachbarorte
Nachbarorte von Godzinowice sind im Nordwesten Gaj Oławski (Goy), im Nordosten Jaczkowice  (Jätzdorf) und im Südwesten Niwnik (Niefnig).

## Geschichte
Das Dorf wurde 1358 erstmals als Goswinsdorf erwähnt.
Nach dem Ersten Schlesischen Krieg 1742 fiel Giesdorf zusammen mit dem größten Teil Schlesiens an Preußen. 1783 zählte der Ort 7 Bauern- und 11 Häuslerstellen sowie 93 Einwohner.
Nach der Neugliederung Preußens gehörte die Landgemeinde Giesdorf ab 1815 zur Provinz Schlesien und war ab 1816 dem Landkreis Ohlau eingegliedert. 1874 wurde der Amtsbezirk Jätzdorf gegründet, welcher die Landgemeinden Giesdorf, Jätzdorf, Rosenhain und Tscharnitz und dem Gutsbezirk Jätzdorf umfasste. Erster Amtsvorsteher war der Rittergutsbesitzer Pilz in Jätzdorf. 1885 zählte der Ort 165 Einwohner.
1933 zählte Giesdorf 169, 1939 wiederum 154 Einwohner. Bis 1945 befand sich der Ort im Landkreis Ohlau.
Als Folge des Zweiten Weltkriegs fiel Giesdorf wie fast ganz Schlesien 1945 an Polen, wurde in Godzinowice umbenannt und der Woiwodschaft Breslau angegliedert. Die deutsche Bevölkerung wurde, soweit sie nicht vorher geflohen war, weitgehend vertrieben. Die neu angesiedelten Bewohner waren zum Teil Heimatvertriebene aus Ostpolen. 1999 kam der Ort zum Powiat Oławski in der Woiwodschaft Niederschlesien.

## Sehenswürdigkeiten
- Evangelischer Friedhof mit teils erhaltenen deutschen Grabmälern